# Дибук или между два свята
„Дибук или между два свята“ е български игрален филм от 2005 година.

## Актьорски състав
Роли във филма изпълняват актьорите:
- Фани Кошницка
- Вели Чаушев
- Юрий Маламед
- Дария Илиева
- Ясен Петров
- Михаил Юделзон
- Самуел Юделзон
- Стефан Галибов